# Região Geográfica Intermediária de Belém
A Região Geográfica Intermediária de Belém é uma das sete regiões intermediárias do estado brasileiro do Pará e uma das 134 regiões intermediárias do Brasil, criadas pelo Instituto Brasileiro de Geografia e Estatística (IBGE) em 2017. É composta por 23 municípios, distribuídos em três regiões geográficas imediatas.
Sua população total estimada pelo Instituto Brasileiro de Geografia e Estatística (IBGE) para 1º de julho de 2018 é de 3 340 513 habitantes, distribuídos em uma área total de 43 888,935 km².
Belém é o município mais populoso da região intermediária, além de ser capital do estado, com 1 485 732 habitantes, de acordo com estimativas de 2018 do Instituto Brasileiro de Geografia e Estatística (IBGE).

## Regiões geográficas imediatas
É composta por três regiões geográficas imediatas:
| Região geográfica imediata               | Municípios | População Estimativa 2018 | Área (km²) |
| ---------------------------------------- | --- | ------------------------- | ---------- |
| Região Geográfica Imediata de Belém      | Acará Ananindeua Barcarena Belém Benevides Bujaru Colares Concórdia do Pará Marituba Santa Bárbara do Pará Santa Izabel do Pará Santo Antônio do Tauá São Caetano de Odivelas Tomé-Açu Vigia | 2 709 337                 | 17 462,730 |
| Região Geográfica Imediata de Abaetetuba | Abaetetuba Igarapé-Miri Moju Tailândia | 403 299                   | 17 131,555 |
| Região Geográfica Imediata de Cametá     | Cametá Limoeiro do Ajuru Mocajuba Oeiras do Pará | 227 877                   | 9 294,650  |
| Total                                    | 23 | 3 340 513                 | 43 888,935 |